# Брушке, Вернер
Вернер Брушке (нем. Werner Bruschke; 18 августа 1898, Магдебург, Пруссия — 17 февраля 1995, Галле, Саксония-Анхальт) — восточногерманский государственный и политический деятель. Бывший член Социалистической единой партии Германии.

## Биография
С 1933 года работал торговцем табачными изделиями, а затем страховым агентом. После прихода к власти в Германии Адольфа Гитлера создал подпольную сеть для социал-демократов в Магдебурге и его окрестностях вместе с Людвигом Велльхаузеном и Эрнстом Леманном. Из-за своей незаконной политической деятельности в 1939 году был обвинен в государственной измене и с 1942 по 1945 год был политическим заключенным в концентрационных лагерях Заксенхаузен и Дахау. Являлся премьер-министром Саксонии-Анхальт в ГДР с 13 августа 1949 года и до упразднения земли 23 июля 1952 года.
С 11 мая 1992 года и до своей смерти в 1995 году был старейшим бывшим премьер-министром германской земли, ему предшествовал Бруно Дикман.